# 18377 Vetter
18377 Vetter este o planetă minoră (asteroid), cu un diametru de 10,792 km, din centura de asteroizi. A fost descoperită pe 28 septembrie 1991 la Observatorul Siding Spring de Robert H. McNaught. 
Obiectul prezintă o orbită caracterizată de o semiaxă mare de 2,5745073 UAi, o excentricitate de 0,2, o înclinație de 14,01644 ° în raport cu ecliptica.